# عداء الفجر (زاحف)
عداء الفجر (التسمية الثنائية:†Eocursor) هو جنس منقرض من الديناصورات طيرية الورك القاعدية التي عاشت فيما يعرف الآن بجنوب إفريقيا خلال فترة الجوراسي المبكر. تم العثور على بقايا هذا الحيوان في تكوين إليوت العلوي وهو من بين أكثر طيريات الورك الأوائل قاعدية مما يلقي ضوءًا جديدًا على أصل المجموعة.

## التصنيف
كان عداء الفجر من أوائل الديناصورات وهو واحد من أوائل الديناصورات «ذات الوركين» ، وهي مجموعة من شأنها أن تؤدي في النهاية إلى ظهور حيوانات مثل الستيغوصور والديناصور ثُلاثيُّ القُرون والإغواندون.
بتلر وآخرون اعتبر عداء الفجر أكثر بدائية من عظاءة ليسوتو و العظايا متباينة الأسنان، ولكنه مشتق أكثر من عظاءة بيزانو واعتباره طيري الورك القاعدي الذي يشكل فرعًا شقيًا من العظائيات الوجنية.

## إنظر أيضا
- راكض الفجر
- خاطف الفجر